# College rock
College rock ou rock universitário (por vezes referido como proto-alternative) foi o termo utilizado nos Estados Unidos e no Reino Unido no final dos década de 1970 e no começo dos anos 1980 para descrever o cenário musical alternativo dessa época. A designação college rock tem origem nas músicas tocadas na rádios das escolas e faculdades. Inicialmente, as bandas que tocavam este gênero musical tinham influências do punk rock e do garage rock com uma sonoridade mais pop e suavizada e, posteriormente, também incorporaram elementos do pós-punk e da new wave (o que serviu como base para criação do rock alternativo).

## Lista de bandas consideradas College Rock
- Aztec Camera
- Billy Bragg
- Edie Brickell & New Bohemians
- Camper Van Beethoven
- Dream Syndicate
- Guadalcanal Diary
- Robyn Hitchcock
- Hoodoo Gurus
- The Housemartins
- Indigo Girls
- Let's Active
- Midnight Oil
- The Mighty Lemon Drops
- Bob Mould
- Pixies
- The Replacements
- R.E.M.
- Spin Doctors
- The Smithereens
- Sonic Youth
- 10,000 Maniacs
- They Might Be Giants
- Throwing Muses
- Violent Femmes
- XTC